# تاليسون دوارتي
تاليسون لوكاس سوزا دوارتي فاسكونسيلوس (بالبرتغالية: Tallysson Lucas Souza Duarte Vasconcelos‏) المعروف بلقب تاليسون دوارتي (ولد في 17 يوليو 1995 في ناسيمنتو، البرازيل) لاعب كرة قدم برازيلي يجيد اللعب في مركز قلب الدفاع. يلعب حاليا لصالح الحد في الدوري البحريني الممتاز منذ 2024.

## المسيرة الرياضية

### الأندية
في 11 يناير 2024 انتقل تاليسون دوارتي من بيرسيريكاتان سيباكبولا سليمان الإندونيسي إلى الحد البحريني في صفقة انتقال حر.

## روابط خارجية
- تاليسون دوارتي على موقع قاعدة بيانات كرة القدم.إي يو (الإنجليزية)